# Boris Nikolaevič Polevoj
Boris Nikolaevič Polevoj (nato Kampov, in russo Борис Николаевич Полевой?; Mosca, 17 marzo 1908 – Mosca, 12 luglio 1981) è stato uno scrittore e giornalista sovietico.

## Biografia
Nacque da padre avvocato e madre medico. Nel 1913 la famiglia si trasferì a Tver', dove il giovane Boris frequentò l'istituto tecnico economico.
Dopo aver lavorato brevemente nell'industria tessile, divenne giornalista e nel 1941 fece ritorno a Mosca. Durante la seconda guerra mondiale lavorò come corrispondente di guerra per la Pravda, poi partecipò ai processi di Norimberga e nel 1962 divenne redattore del giornale Junost'.
Nel 1967 entrò nel consiglio dell'Unione degli scrittori dell'Unione Sovietica, mentre nel 1969 divenne presidente del Fondo sovietico per la pace (in russo Советский фонд мира?, Sovetskij fond mira).
Esordì nel 1927 con il libro Memuary všivogo čeloveka ("Memorie di un uomo schifoso"), l'unico pubblicato con il suo cognome d'origine. Nel 1939 raggiunse il successo con il racconto Gorjačij cech, a cui seguì Povest' o nastojašem čeloveke ("Storia di un vero uomo", 1946), capolavoro della letteratura bellica basato sulla vera storia del pilota sovietico Aleksej Petrovič Marec'ev. Altri romanzi di guerra includono Ot Belgoroda do Karpat ("Da Belgorod ai Carpazi", 1945), My sovetskie ljudi ("Noi gente sovietica", 1948) e Zoloto ("Oro", 1950).

## Opere

### Tradotte in italiano
- Il ritorno, Roma, Edizioni di Cultura Sociale, 1951

### In russo
- Amerikanskie dnevniki, Mosca, Sovetskij pisatelʹ, 1956
- Zoloto : roman, Mosca, Hudožestevennoj literatury, 1958
- My sovetskie ljudi, Mosca, Detskoj literatury, 1950
- Glubokij tyl : roman, Mosca, Hudožestvennaja literatura, 1964
- Čelovek-čeloveku : povesti, Mosca, Sovetskij pisatelʹ, 1971
- Povestʹ o nastojaščem čeloveke, Mosca, Detskaja literatura, 1979
- Na dikom brege : roman, Mosca, Sovetskij Pisatel', 1964
- Po belu svetu : dnevniki putešestvij, Mosca, Sovetskij pisatelʹ, 1958
- Gorjacij ceh : povesti i rasskazy, Mosca, Goslitizdat, 1954
- Izbrannye proizvedenija : v dvuh tomah, Mosca, Hudožestvennaja literatura
- V konce kncov, Mosca, Izdatelstvo Sovetskaja, 1972